# Абу Райхан Беруни (фильм)
«Абу́ Райха́н Беруни́» (узб. Abu Rayhon Beruniy) — двухсерийный фильм, историческая биографическая драма 1974 года.

## Сюжет
С 973 года по 1030 год фильм рассказывает о жизни Абу Рейхана Мухаммеда аль-Бируни, знаменитого учёного-энциклопедиста Востока, жившего в эпоху Средневековья, междоусобных войн и тирании феодалов, о его борьбе с мракобесием и его трагической любви к рабыне Рейхане.

## В ролях
- Бахтиёр Ихтияров — Сухраб спаситель младенца Мухаммеда
- ? — Мухаммед (в 4 года)
- Бахтиер Шукуров — Абу Рейхан Мухаммед (в 16 лет)
- Пулат Саидкасымов — Абу Рейхан Мухаммед аль-Бируни (взрослый)
- Раззак Хамраев — Ибн Ирак учитель Абу Рейхана Мухаммеда
- Евгений Гуров — Прокл византийский математик и астроном
- ? — Ходжанди таджикский математик и астроном, учитель Ибн Ирака
- Всеволод Якут — Кабус зияридский эмир Гургана и Табаристана
- Тамара Шакирова — Заррин Гис дочь Кабуса
- Talyat Rakhimov — Ибн Сина персидский учёный, философ и врач
- Бимболат Ватаев — Махмуд Газнийский эмир
- Шухрат Иргашев — Майманди (Ahmad Maymandi) визирь Махмуда Газнийского
- Tashkhodzha Khodzhayev — Дамгани
- Dilorom Kambarova — Рейхана рабыня
- Артык Джаллыев — купец
- Гани Агзамов — крестьянин
- Эргаш Каримов — эпизод

## Награды
- Главный приз VIII ВКФ в Кишинёве, 1975[1]
- Приз «Золотой дельфин», МКФ в Тегеране, 1977[1]
- За фильмы «Абу Райхан Беруни» и «Ты не сирота» режиссёр Шухрат Аббасов был удостоен Государственной премии Узбекской ССР им. Хамзы (1974).